# Kurt Manja
Kurt Manja (* 5. Februar 1920 in Hamburg; † 20. September 1993 ebenda) war ein deutscher Fußballspieler. Der technisch perfekte Offensiv-Regisseur brachte es bei den Rot-Weißen des Eimsbütteler TV zwischen 1930 und 1957 auf fast 1000 Pflicht- und Freundschaftsspiele. Er gehörte 1940 und 1942 den Meistermannschaften in der Gauliga Nordmark an und absolvierte nach Ende des Zweiten Weltkriegs in der damals erstklassigen Fußball-Oberliga Nord von 1948 bis 1956 für den ETV 206 Ligaspiele, in denen die Leitfigur des Teams vom Lokstedter Steindamm 80 Tore erzielte.

## Laufbahn

### Jugend und Gauliga, 1930 bis 1943
Mit 10 Jahren begann der Schüler Manja mit dem Fußball im Verein. Der Jugendleiter von Uhlenhorst-Herta hatte ihn in einer Straßenmannschaft spielen gesehen und dann das Talent überredet bei Herta anzufangen. Sechs Jahre spielte er dann bei Uhlenhorst-Herta, ehe er sich als 16-Jähriger dem Eimsbütteler TV anschloss. Er spielte in der Hamburger Jugendauswahl unter anderem neben Edmund Adamkiewicz und Kurt Hinsch und durfte frühzeitig als Jugendlicher am Seniorentraining teilnehmen. Sein erstes Spiel in der Gauliga Nordmark absolvierte der technisch herausragende Angreifer unter Trainer Walter Risse sen. am 28. August 1938 bei einem 3:0-Erfolg gegen Borussia Harburg, wo er im damaligen WM-System auf Linksaußen stürmte. Für den jungen Nachwuchsspieler war es eine Ehre an der Seite von Könnern wie Wilhelm Ahlers, Otto Lüdecke, Ernst Timm, Hans Rohde, Otto Rohwedder und Herbert Panse für den ETV auflaufen zu dürfen. In seiner ersten Saison bei den Senioren, 1938/39, errang er mit seinen Mannschaftskameraden die Vizemeisterschaft. Das Hinrundenspiel gegen den Meister Hamburger SV gewann der ETV im November 1938 mit 2:1, im Rückspiel setzten sich am 12. Februar 1939 die Rautenträger vor 18.000 Zuschauern mit 3:1 durch.
Kurz vor Kriegsausbruch 1939 unternahm Eimsbüttel eine Freundschaftsspielreise nach Dänemark. Vor der Abfahrt wurde die Mannschaft in ihren Grundzügen nominiert, und Trainer Risse wies Manja die Mittelstürmerposition zu. Nationalspieler Otto Rohwedder sollte stattdessen Linksaußen spielen, was er aber nicht wollte. Er verzichtete auf die Reise und blieb in Hamburg. Als der ETV wieder aus Dänemark zurückgekommen war, war Rohwedder zwischenzeitlich dem HSV beigetreten. Die Verbandsrunde 1939/40 fand unter den Einschränkungen des ausgebrochenen 2. Weltkrieges statt. Zuerst wurde eine Hamburger Kriegsmeisterschaft 1939 gestartet, welche aber abgebrochen wurde, da dann doch noch eine Bereichsliga Nordmark 1939/40 in zwei Staffeln ab November 1939 gestartet wurde. Der ETV wurde in Staffel B und der HSV in der Staffel A Gruppensieger und trugen im April/Mai 1940 zwei Entscheidungsspiele um die Meisterschaft aus. Das Hinspiel gewannen die Mannen um die Gebrüder Manja mit 4:1 und setzten sich dann auch im Rückspiel überlegen mit 6:0 durch. Sein erstes Repräsentativspiel als Erwachsener bestritt der 19-Jährige im November 1939. Der Gau Nordmark spielte auf dem Rothenbaumplatz gegen Südschweden. Im Angriff trat die Nordmark mit Wilhelm Ahlers, Herbert Panse, Kurt Manja, Rudolf Noack und Gustav Carstens an. Drei Angreifer vom ETV, zwei vom HSV. Die Nordmark gewann mit 3:2. In der Endrunde um die deutsche Fußballmeisterschaft belegte Eimsbüttel in den Gruppenspielen hinter dem Dresdner SC mit 7:5 Punkten den 2. Rang. Eine überraschende 0:1-Heimniederlage am 26. Mai 1940 gegen den 1. SV Jena war mit der abschließenden 0:3-Heimniederlage gegen den starken DSC – mit Spielern wie Willibald Kreß, Herbert Pohl, Heinz Hempel, Walter Dzur, Helmut Schön, Heinrich Schaffer, Richard Hofmann, Heinz Kapitän – mitentscheidend am Nichteinzug in das Halbfinale. Manja I hatte in der Endrunde in sechs Spielen vier Tore erzielt.
Den zweiten Meistertitel gewann Manja mit dem ETV in der Kriegsrunde 1941/42, mit zwei Punkten Vorsprung vor dem HSV. Das Heimspiel in der Hinrunde wurde am 30. November 1941 mit 1:2 gegen den großen Rivalen verloren, am letzten Rundenspieltag, den 26. April 1942, wurde das Rückspiel mit dem gleichen Ergebnis vor 18.000 Zuschauern gewonnen. In den Kriegsrunden 1940/41 und 1941/42 hat Manja auch mit der Nordmark-Auswahl in Spielen um den Reichsbundpokal teilgenommen, zum Beispiel am 3. November 1940 gegen die Südwestvertretung (0:0 n. V.) und am 9. November 1941 gegen Niederschlesien (3:0). Insgesamt kam er von 1939 bis 1954 in 29 Repräsentativspielen für Hamburg und Norddeutschland zum Einsatz und hat 26 Tore erzielt. Eine mögliche Nationalmannschaftslaufbahn des Eimsbütteler Fußballidols verhinderte der Zweite Weltkrieg, der Manja nicht nur seiner besten Fußballerjahre beraubte, sondern auch fünf Verwundungen einbrachte. Der „Hamburger Anzeiger“ meldete am 7. Januar 1943: „Kurt Manja wurde in den Kämpfen bei Rschew durch Granatsplitter schwer verwundet, mit dem Flugzeug nach Warschau und im Lazarettzug nach Dresden transportiert.“ In dieser Zeit in Dresden hat er auch als Kriegsgastspieler ein Meisterschaftsspiel mit dem DSC gegen Riesa bestritten und beim 7:1-Sieg vier Tore erzielt. Ab März 1945 war Manja in Frankreich in amerikanischer Kriegsgefangenschaft. Dort hat er als Mannschaftskapitän zusammen mit Ernst Liebrich und Willi Dargaschewski in der Gefangenen-Mannschaft „Virginia-Elf“ unter Trainer Ferdl Swatosch gespielt. Am 8. September 1945 wurde er aus der Gefangenschaft entlassen und kehrte nach Hamburg zurück.

### Oberliga Nord, 1948 bis 1956

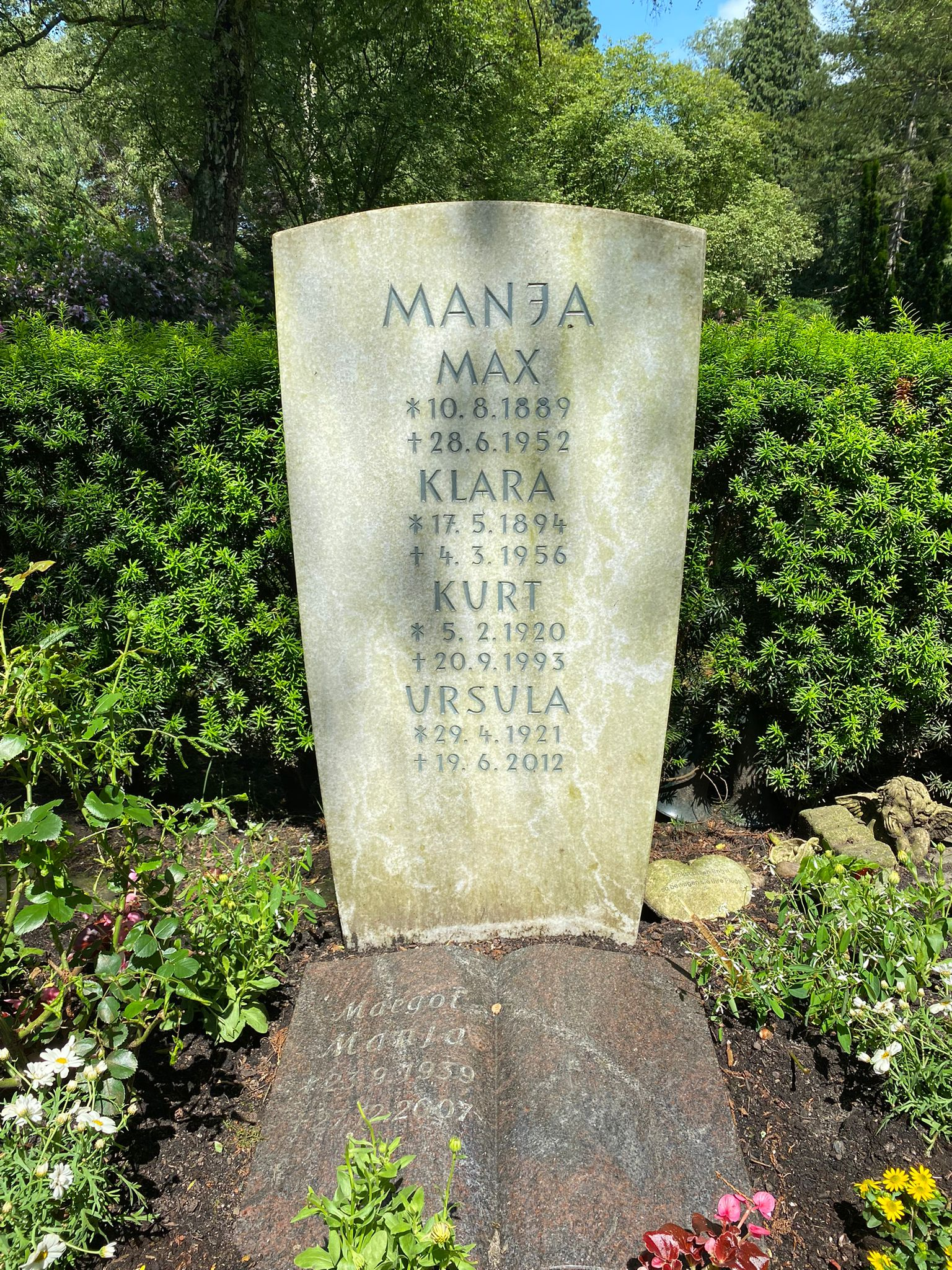
Grabstätte auf dem Friedhof Ohlsdorf

Zwischen 1948 und 1956 stieg Manja in der damals höchsten deutschen Spielklasse, der Oberliga Nord, zur Leitfigur des ETV auf und der große Blonde mit dem tollen Ballgefühl erzielte in 206 Einsätzen 80 Tore. Gemeinsam mit seinem zwei Jahre jüngeren Bruder Karl-Heinz (Manja II) vertrat er über viele Jahre nicht nur die Farben des ETV, sondern auch die Hamburgs und Norddeutschlands. Mit dem Meisterschaftsgewinn 1947/48 in der Alster-Staffel mit 35:1 Punkten stieg die Manja-Elf in die Oberliga Nord auf. In die Oberliga startete der ETV am 29. August 1948 mit einem 1:1-Heimremis gegen Arminia Hannover; Torschütze des Gastgebers war Mittelstürmer Manja I. Am Rundenende belegte Eimsbüttel den 6. Rang und der Angriffsdirigent hatte in 20 Ligaspielen zehn Tore erzielt. Das beste Rundenergebnis in der Oberliga erzielte er mit dem ETV in der Saison 1951/52 mit dem 4. Rang – punktgleich mit St. Pauli als Tabellendritter –, wobei er alle 30 Ligaspiele absolviert und 13 Tore an der Seite von Torjäger Gerhard Ihns (29-18) erzielt hatte. Bruder Karl-Heinz, Kurt Röwe und Alfred Kalkowski verpassten auch kein Spiel in dieser Runde.
Sein letztes Oberligaspiel bestritt der ETV-Rekordtorschütze in der Oberliga Nord am 4. März 1956 bei einer denkwürdigen 2:9-Auswärtsniederlage beim Hamburger SV. In der Halbzeit hatten die Rothosen knapp mit 1:0 geführt, in der zweiten Halbzeit zerlegte der HSV-Angriff mit Dieter Seeler, Klaus Stürmer, Uwe Seeler, Günter Schlegel und Franz Klepacz aber den späteren Absteiger in aller Deutlichkeit. Seinen endgültigen Ligaausstand gab Manja am 6. Oktober 1957 mit 37 Jahren im Heimspiel gegen SC Union 03 in der Amateurliga Hamburg.

## Beruf
Beruflich war er zunächst als Bauschlosser tätig, bevor er 1950 im Heußweg ein Zigarren- und Zeitschriftengeschäft mit Totoannahme übernahm, das er im November 1984 abgegeben hat. Kurt Manja wurde auf dem Friedhof Ohlsdorf beigesetzt. Die Grabstätte liegt im Planquadrat BL 68 südwestlich von Kapelle 13. 

## Weblink
- Spieler A–Z (Spundflasche), aufgesucht am 17. März 2020

| Personendaten    | Personendaten            |
| ---------------- | ------------------------ |
| NAME             | Manja, Kurt              |
| KURZBESCHREIBUNG | deutscher Fußballspieler |
| GEBURTSDATUM     | 5. Februar 1920          |
| GEBURTSORT       | Hamburg                  |
| STERBEDATUM      | 20. September 1993       |
| STERBEORT        | Hamburg                  |